# Hans Hansen Lindenov (kaper)
 Der er flere personer med dette navn, se Hans Hansen Lindenov.
Hans Hansen Lindenov til Ørslevkloster (død 1620 i Ostinden) var en dansk kaper. Han var søn af Hans Christoffersen Lindenov til Aggersborggård og Ørslev Kloster og Elsebet Juel. 
Han gjorde sig første gang bemærket ved 1602 i København at tilføje en svensk agent hug, slag og skældsord i dennes bolig, hvad der ikke den gang synes at have fået andre følger end nogle diplomatiske forhandlinger. Efter det følgende år at have gift sig med Else Andersdatter Thott bosatte han sig på hendes gård Ingelstad i Skåne. Under et besøg på Bornholm, hvor faderen var lensmand, men syg og sengeliggende, kom han for skade med en gærdestave at dræbe en mand, der med flere andre gjorde spektakler uden for lensmandens bolig. Faderen betalte imidlertid erstatning til den dræbtes slægt, så ingen tiltale fulgte. 
I sin tid havde den ældre Hans Lindenov stået den færøske søhelt Magnus Heinason nær og endog i sin sognekirke ladet sætte et epitafium til dennes ære, og sønnen har formentlig delt sin fars beundring. I alle fald søgte han efter evne at træde i Magnus Heinasons fodspor. Efter faderens død (omkring 1610) udrustede han 2 skibe, formentlig med fragtfart for øje, men da Kalmarkrigen med Sverige brød ud, fik han i januar 1612 af kongen kaperbrev for sit ene fartøj og deltog samme år i en lille træfning ved Travemünde. Fredsslutningen kom ham ubelejlig, thi han og hans besætning havde fået smag for kaperlivet. Således lod han engang, da han ved pinsetid 1613 lå i Trelleborg Havn, sin arkelimester for morskab skyde til måls efter en indsejlende Blekingfarer, hvis formast derved tabtes, men bagefter gav han skipperen en ny mast og en lille pengesum. Senere på året var han i Danzig, hvor han sagsøgte en bortløben bådsmand, men mødte her fuld i retten og opførte sig ”modvillig” mod borggreven og andre øvrighedspersoner. Også under et besøg i Stockholm gjorde hjan ballade, men fik tilgivelse; siden roste han sig af, at han på hjemvejen under Bornholm havde ladet nogle lybske skippere springe fra råen og nogle matroser kølhale, fordi han i Stockholm havde hørt nogle lybekkere tale hånligt om de danske. 
Han kom så til Helsingør, hvor han hyrede et par mand til at følge sig på togt mod tyrkiske galejer, men da deres kvinder med grædende tårer bad ham om at give dem fri igen, opfyldte han ønsket. Rejsen til de tyrkiske farvande kom der ikke noget ud af, idet han, da han kom til Ålborg, efter kongelig ordre blev fængslet. En skotsk skipper, som han på rejsen fra Danzig ved skud havde tvunget til at stryge sejl og komme om bord til sig, hvor skipperen havde måttet erstatte skuddet med en rosenobel, ”således som det plejede at holdes på Kongens Skibe”, havde på tilbagevejen indgivet klage over Hans Lindenov, og da det også oplystes, at denne på Læsø havde udgivet sig for at sejle i kongens tjeneste og derved formået bondefogeden til at tilsige en styrmand til at føre ham til Ålborg, hvor han ganske vist betalte manden for hans umage, vakte denne optræden Christian 4.'s vrede. 
Lindenov blev ført til København, og et års tid gik efterforske sagen; men så kunne også den kongelige aktor fremlægge en omfangsrig anklage, hvori intet manglede, hverken de skrinlagte overfald og drab 1602 og 1603, de udenlandske optøjer i Danzig og Stockholm eller Lindenovs egne fortællinger om de kølhalede søfolk, at han med dolk havde røvet en fiskerbåd, at han havde haft en fredløs mand i sin tjeneste, eller at han havde forgrebet sig på kongens højhed ved at udgive sig for kongens skibschef. Den 16. marts 1615 dømte kongen og rigsrådet ham til livsvarigt fængsel, og han førtes så til Dragsholm, hvor fængslingen dog indskrænkede sig til 3 år. 
Hvad enten man havde fået øje for dommens strenghed eller for, at manden sad inde med evner, der fortjente bedre anvendelse, så er det, da familien tog anledning af Ove Gjeddes forestående ekspedition til at ansøge om fangens løsladelse, mod at han forpligtede sig til at tjene 7 år i Ostindien, blev denne ansøgning bevilget. I november 1618 forlod han derfor landet og blev senere chef for et undervejs opbragt fransk skib, men hjem kom han aldrig mere; han døde 1620 i Ostindien. Enken, der gik fra arv og gæld efter ham, giftede sig siden med Corfits Ulfeldt til Krogsdal, en sand kongelig skibschef.